# Portal Tomb von Glencloghlea

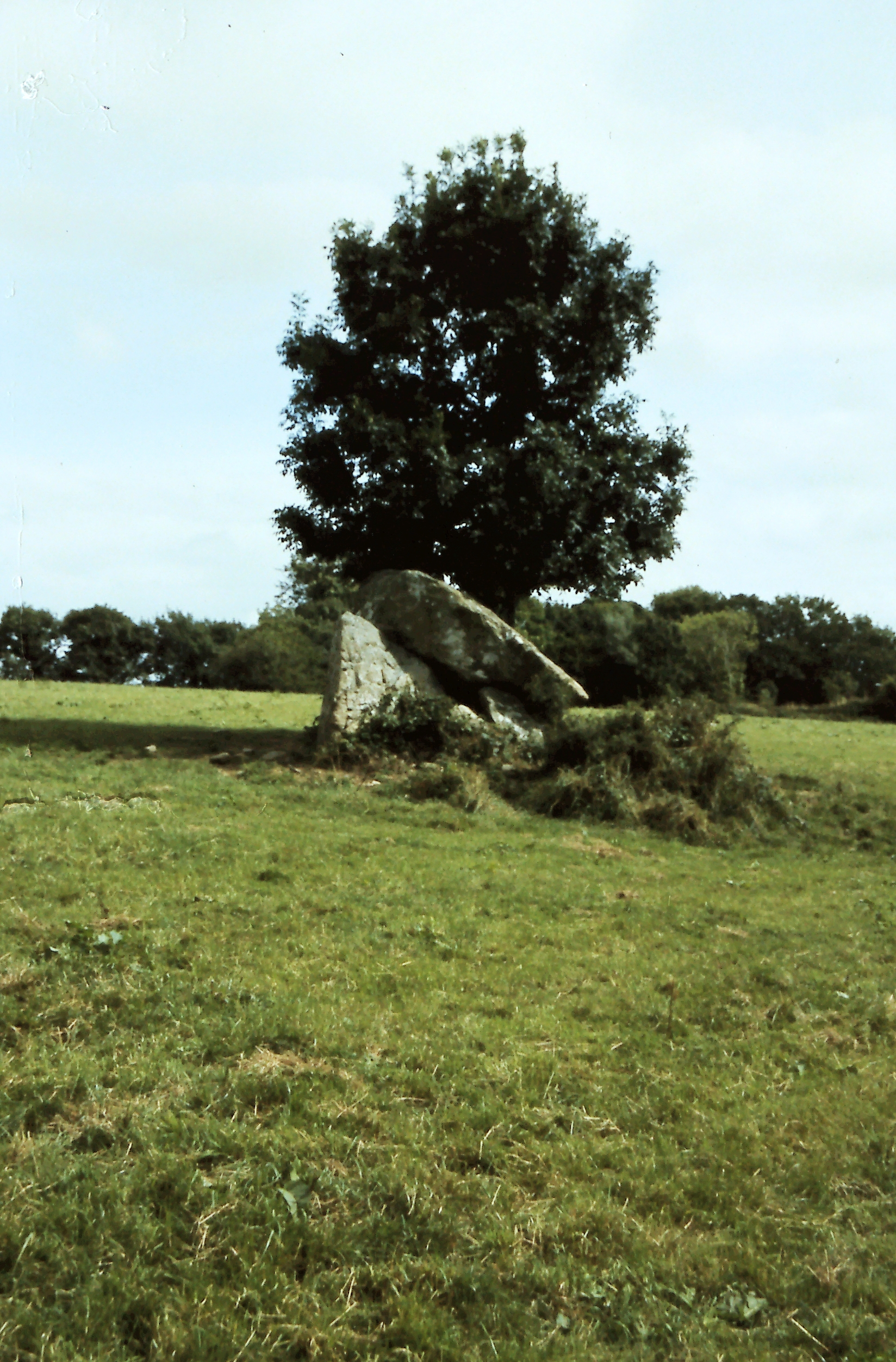
Portal Tomb von Glencloghlea

Das Portal Tomb von Glencloghlea liegt unter einem Baum, auf einer Weide im äußersten Osten des Townlands Glencloghlea (irisch Gleann Cloiche Léithe – deutsch „Grausteintal“), im County Kilkenny, nördlich der Straße N25, etwa 2,4 km westlich von New Ross im County Wexford in der Republik Irland. Als Portal Tombs werden Megalithanlagen in Irland und Großbritannien bezeichnet, bei denen zwei gleich hohe, aufrecht stehende Steine die Vorderseite der Kammer bilden und mit dem meist nur halbhohen Türstein und dem teilweise gewaltigen Deckstein den „Türrahmen“ in Form eines H bilden. Die meisten der 175 Anlagen befinden sich in der Osthälfte Irlands.
Das über 2,0 m hohe Portal Tomb hat einen 1,5 Meter dicken gewölbten Deckstein von etwa 3,0 × 2,4 Meter. Er wird von einem der plattenartigen Portalsteine, der 1,5 Meter hoch ist und dem Türstein gestützt. Der zweite Portalstein fehlt, der Endstein ist zusammengebrochen.
In der Nähe steht die Steinreihe The Three Friars.